# Torersee
Der Torersee ist ein kleiner See in den Gurktaler Alpen (Kärnten) auf dem Gemeindegebiet von Albeck und einer der beiden Quellseen der Gurk. Er liegt im Naturschutzgebiet Gurkursprung.
Der See liegt in 2010 m Seehöhe und nimmt eine Fläche von 0,35 Hektar ein. Er ist 130 m lang und 38 m breit. Die maximale Tiefe beträgt 1,2 m und liegt nahe dem Südufer, der See friert im Winter vollständig durch. Das Wasservolumen beträgt 2426 m³, das Einzugsgebiet umfasst 0,16 km². 
Der Gesteinsuntergrund besteht aus Eisenhutschiefer, einem Metadiabas-Phyllit. Die Umgebungsvegetation ist vorwiegend Krummseggenrasen. 
Das Wasser ist sehr kalt und nährstoffarm. Es gibt nur eine geringe Algenbiomasse. An Phytoplankton sind über 20 Algenarten nachgewiesen. An Zooplankton kommen Arctodiaptomus alpinus und Cyclops vor. Beim Makrozoobenthos dominieren im See selbst Larven von Melampophylax nepos und anderen Trichopteren. Da der See im Winter durchfriert, gibt es in ihm keine Fische.